# Lochau
Lochau este un oraș în Austria.